# Предел Бремерманна
Преде́л Бремерма́нна, названный в честь Ханса-Йоахима Бремермана — максимальная скорость вычислений автономной системы в материальной вселенной. Выводится из эйнштейновской эквивалентности массы-энергии и соотношений неопределённости Гейзенберга и составляет c2/h ≈ 1,36 × 1050 бит в секунду на килограмм. Эта величина играет важную роль при разработке криптографических алгоритмов, поскольку позволяет определить минимальный размер ключей шифрования или хеш-значений, необходимых для создания алгоритма шифрования, который не может быть взломан путём перебора.
Например, компьютер с массой, равной массе Земли, работающий на пределе Бремерманна, мог бы выполнять около 1075 операций в секунду. Если предположить, что криптографический ключ может быть проверен только одной операцией, то типичный 128-битный ключ такой компьютер мог бы взломать за промежуток времени 10−36 секунд. Но взлом 256-битного ключа (который уже используется в некоторых системах) даже у такого компьютера займет около двух минут, а использование 512-битного ключа приведет к увеличению времени взлома до 1072 лет.
В более поздних работах предел Бремерманна интерпретируется как максимальная скорость, с которой система с энергетическим разбросом {\displaystyle \Delta E} может трансформироваться из одного различимого состояния в другое, {\displaystyle \Delta t=\pi \hbar /2\Delta E}. В частности, Марголус и Левитин показали, что квантовой системе со средней энергией Е требуется минимальное время {\displaystyle \Delta t=\pi \hbar /2E}, чтобы перейти из одного состояния в другое, ортогональное начальному (см. Теорема Марголуса — Левитина).